# Синтия (фильм)
«Синтия» — семейная мелодрама 1947 года с участием Мэри Астор, Элизабет Тейлор и Джорджа Мерфи. Сценарий фильма — Гарольд Бухман и Чарльз Кауфман. Снят по мотивам пьесы Виньи Дельмар «Богатая, полная жизнь».
По ходу фильма описываются детали семейной жизни в небольшом городке. Мерфи и Эстор играют любящую пару, пытающихся справится с тяжестями взрослой жизни. Тэйлор поет песню для школьных номеров.

## Сюжет
Ларри Бишоп и Луиза познакомились в колледже. У них есть общая мечта о путешествиях в Вену, чтобы продолжить там свое образование: Ларри в медицине, а Луиза в музыке.
Когда Луиза беременеет, они с Ларри женятся и переезжают в его родной город — Наполеон (штат Иллинойс). Молодые люди воспитывают дочь — Синтию, очень опекая её здоровье, так как в детстве Синтия серьезно болела. Мечта о Вене постепенно сходит на нет.
Привычный порядок вещей рушится, когда Синтию в 15 лет выбирают в качестве звезды школьной оперетты. Вместе с тем, в школу возвращается Рикки Лэйтэм, в которого влюбляются все девчонки из класса, но Рикки, в итоге, обращает внимание на Синтию.
В разгар репетиций Синтия подхватывает простуду и теряет возможность выступать в мюзикле, а через несколько месяцев должен проходить весенний школьный бал. Синтия переживает, что не попадет туда, так как все в городе знают, что она может внезапно заболеть, по этому её никто никуда и никогда не приглашал…
Луиза решает, что пора прекратить усиленную опеку над здоровьем дочери и дать ей просто жить подростковой жизнью.
Проблемы также возникают с работой Ларри, с мужем его сестры (по-совместительству, семейным доктором) и домом, в котором живут Бишопы.

## В ролях
- Элизабет Тейлор — Синтия Бишоп
- Мэри Астор — Луиза Бишоп
- Джордж Мерфи — Ларри Бишоп
- Ш.З. Шакалль — Профессор Розенкратц
- Джин Локхарт — Доктор Фред Яаннингс
- Спринг Байинтон — Кэрри Яаннингс
- Джимми Лайдон — Рики Лэйтам